# (325) Heidelberga
(325) Heidelberga ist ein Asteroid des äußeren Hauptgürtels, der am 4. März 1892 vom deutschen Astronomen Max Wolf in Heidelberg entdeckt wurde.
Der Asteroid ist benannt nach der deutschen Stadt Heidelberg am Neckar, da er dort in Wolfs privater Sternwarte in der Märzgasse in der Altstadt entdeckt wurde.

## Wissenschaftliche Auswertung
Aus Ergebnissen der IRAS Minor Planet Survey (IMPS) wurden 1992 Angaben zu Durchmesser und Albedo für zahlreiche Asteroiden abgeleitet, darunter auch (325) Heidelberga, für die damals Werte von 75,7 km bzw. 0,11 erhalten wurden. Eine Auswertung von Beobachtungen durch das Projekt NEOWISE im nahen Infrarot führte 2012 zu vorläufigen Werten für den Durchmesser und die Albedo im sichtbaren Bereich von 61,7 km bzw. 0,16.
Spektrografische Beobachtungen mit der Infrared Telescope Facility (IRTF) am Mauna-Kea-Observatorium auf Hawaiʻi vom 29. April 2001 zeigten im Spektrum von (325) Heidelberga keinerlei Absorptionslinien. Das Spektrum dieses Asteroiden passte sowohl zu dem von Enstatit-Chondrit- als auch Nickel-Eisen-Meteoriten. Weitere Spektroskopien vom 19. und 20. November 2004 mit dem Telescopio Nazionale Galileo (TNG) am Roque-de-los-Muchachos-Observatorium auf La Palma zeigten ein gewisses Maß an Veränderlichkeit an der Oberfläche.

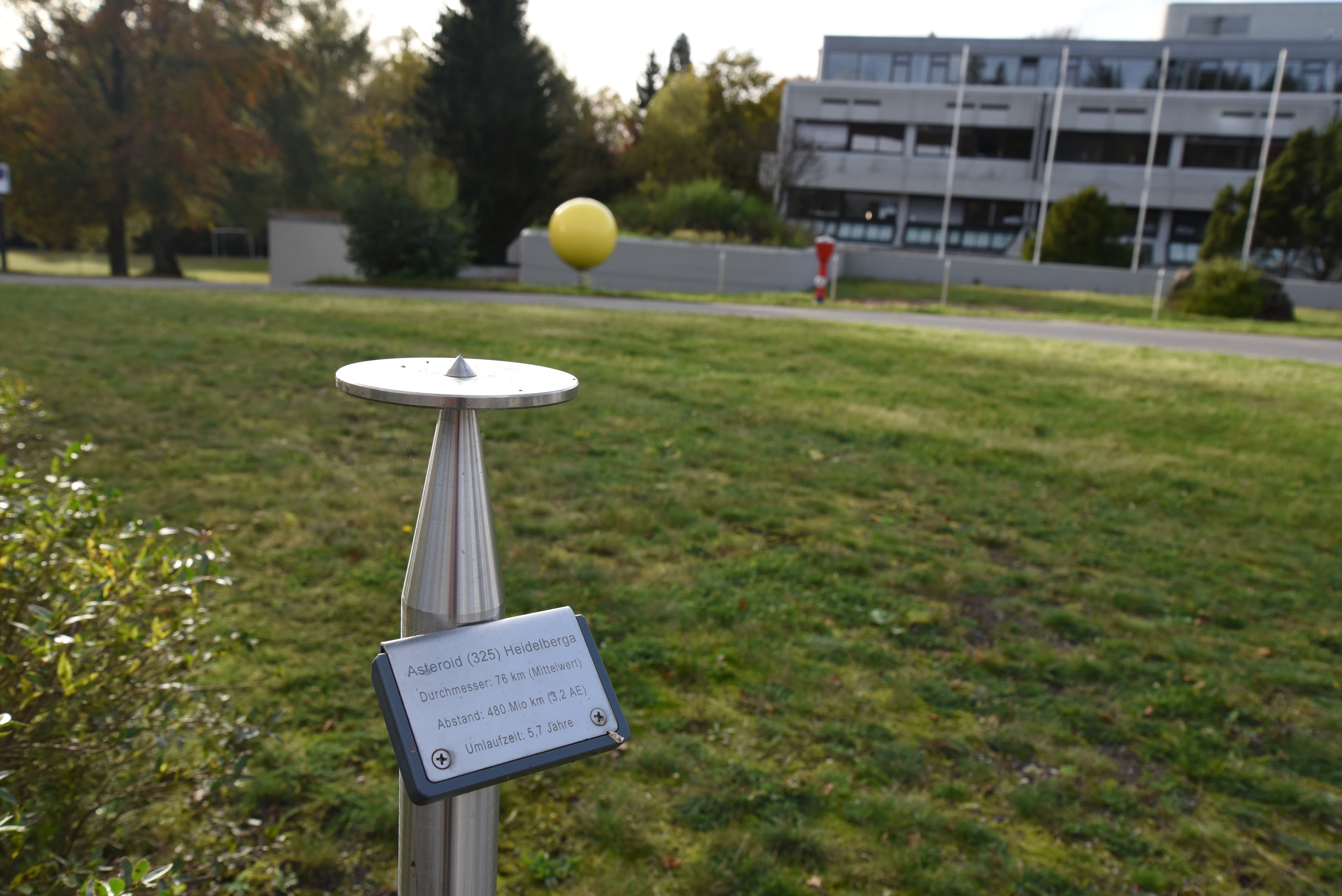
Asteroid (325) Heidelberga als Teil eines Modells der Körper im Sonnensystem auf dem Campus des Max-Planck-Instituts für Astronomie in Heidelberg

Photometrische Messungen des Asteroiden fanden erstmals statt vom 23. Oktober bis 2. Dezember 1981 während vier Nächten am Table Mountain Observatory in Kalifornien. Aus der aufgezeichneten Lichtkurve wurde eine Rotationsperiode von 6,737 h bestimmt.
Mit dem Weltraumteleskop Transiting Exoplanet Survey Satellite (TESS) konnten während dessen Durchmusterung des Südhimmels 2018 bis 2019 auch Objekte des Sonnensystems beobachtet werden. Dabei wurden auch die Lichtkurven von fast 10.000 Asteroiden aufgezeichnet. Für (325) Heidelberga wurde aus Messungen etwa vom 27. April bis 20. Mai 2019 eine Rotationsperiode von 6,7352 h erhalten.
Aus archivierten Daten des Asteroid Terrestrial-impact Last Alert System (ATLAS) aus dem Zeitraum 2015 bis 2018 wurde in einer Untersuchung von 2020 mit der Methode der konvexen Inversion für ein dreidimensionales Gestaltmodell des Asteroiden eine prograde Rotation mit einer Periode von 6,7356 h bestimmt. Aus den Daten von ATLAS konnte in einer Untersuchung von 2022 mit der Methode der konvexen Inversion noch einmal eine Rotationsperiode von 6,7359 h bestimmt werden.
Vom 23. bis 28. Januar 2023 erfolgte im Rahmen einer Zusammenarbeit innerhalb der Italian Amateur Astronomers Union (UAI) am Astronomischen Observatorium der Universität Siena in Italien eine neue Bestimmung der Rotationsperiode zu 6,736 h.